# Listă de conducători de stat din 765
761 - 762 - 763 - 764 - 765 - 766 - 767 - 768 - 769
Aceasta este o listă a conducătorilor de stat din anul 765:

## Europa
- Anglia, statul anglo-saxon Northumbria: Ethelwald Moll (rege, 759-765) și Alhred (rege, 765-774)
- Anglia, statul anglo-saxon East Anglia: Ethelred (rege, ?-?) (?)
- Anglia, statul anglo-saxon Essex: Sigeric (după 758-797/798)
- Anglia, statul anglo-saxon Kent: Eadherht (rege, 725-după 762) (?)
- Anglia, statul anglo-saxon Mercia: Offa (rege, 757-796)
- Anglia, statul anglo-saxon Sussex: Osmund (după 758-772?)
- Anglia, statul anglo-saxon Wessex: Cynewulf (rege, 757-786)
- Asturia: Fruela I (rege, 757-768)
- Bavaria: Tassilo al III-lea (duce din dinastia Agilolfingilor, 749-788)
- Benevento: Arechis al II-lea (duce, 758-774; principe, 774-787)
- Bizanț: Constantin al V-lea Copronimul (împărat din dinastia Isauriană, 741-775)
- Bulgaria: Sabin (Savin) (han, 763-766)
- Cordoba: Abu'l-Mutarrif Abd ar-Rahman I ibn Muauia ibn Hișam (emir din dinastia Omeiazilor, 756-788)
- Francii: Pepin cel Scurt (rege din dinastia Carolingiană, 751/752-768)
- Friuli: Petru (duce, 751-774)
- Gruzia, statul Khartlia (Iberia): Nerse (suveran, cca. 760-779/780)
- Longobarzii: Desiderius (rege, 756-774; ulterior, duce de Spoleto, 758-759)
- Neapole: Ștefan al II-lea (duce, 754/755-766/767)
- Scoția, statul picților: Ciniod (rege, 763-775)
- Scoția, statul celt Dalriada: Aed Finn (rege, 748-778)
- Spoleto: Theodicius (duce, 763-773)
- Statul papal: Paul I (papă, 757-767)
- Veneția: Maurizio I și Giovanni Galbaio (dogi, 764-787)

## Asia

### Orientul Apropiat
- Bizanț: Constantin al V-lea Copronimul (împărat din dinastia Isauriană, 741-775)
- Califatul abbasid: Abu Djafar Abdallah al-Mansur ibn Muhammad (calif din dinastia Abbasizilor, 754-775)

### Orientul Îndepărtat
- Cambodgea, statul Tjampa: Prithindravarman (rege din a cincea dinastie, 758?-774/784)
- China: Daizong (împărat din dinastia Tang, 762-779)
- Coreea, statul Silla: Kyongdok (Hong-yong) (rege din dinastia Kim, 742-765) și Hyegong (Kon-un) (rege din dinastia Kim, 765-780)
- India, statul Chalukya răsăriteană: Vișnuvaradhana al IV-lea (rege, 764-799)
- India, statul Gurjara Pratihara: Kakkuka (rege, ?-?) (?)
- India, statul Pallava: Nandivarman al II-lea Pallavamalla (Nandipotavarman) (rege din a treia dinastie, 731-795)
- India, statul Raștrakuților: Krisna I (rege, 758-773)
- Kashmir: Jayapida (sau Vinayaditya) (rege din dinastia Karkota, 751-782)
- Japonia: Șotoku (împărăteasă, 764-770)
- Nepal: Narendradeva al II-lea (rege din dinastia Thakuri, cca. 740-777)
- Sri Lanka: Aggabodhi al VII-lea (rege din dinastia Silakala, 759-765) și Mahinda al II-lea Silamegha (rege din dinastia Silakala, 765-785)
- Tibet: K'ri-srong lDe-bTsan (Tri-song De-tsen) (chos-rgyal, 755-797)